# محمد بن زارع عقيل
محمد بن زارع عقيل؛ (1910- 1988) قاص وكاتب سعودي، هو أول قاص ينشر قصصه في جنوب السعودية، وصاحب أول رواية تاريخية في الأدب السعودي الحديث، وعضو مؤسس لنادي جازان الأدبي، ولد في مدينة جازان عام 1910م، وفيها تلقى علومه على يد العالم عقيل بن أحمد حنين، الذي علمه الفقه والحديث والتفسير والقرآن وعلوم اللغة، وفي شبابه أسس مع مجموعة من الرفاق منتدى مختص بالأدب، وعبر هذا المنتدى تكونت ثقافته الواسعة وازداد ولعه بالأدب والتاريخ، تنقل بين عدد من الوظائف الحكومية فعمل ككاتب ومحرر، ومأموراً جمركياً، ورئيساً لقسم المحاسبة في بلدية جازان، ومديراً للأراضي، ثم محامياً شرعياً ثم انتقل إلى رئاسة البلدية لفترة قبل أن يعمل في إمارة المنطقة.
نشرت قصته الأولى في مجلة المنهل بعنوان (قلب الأسد) عام 1955م، وتلتها قصصه القصيرة (الفارس الملثم) و (عائشة بنت المعلم) و (الوفاء) و(جهاد امرأة)، ثم قصة طويلة بعنوان (ليلة في الظلام)، وعام 1965م نشر روايته التاريخية الأولى بعنوان (أمير الحب)، التي تركت بصمته في الأدب السعودي وكانت سبباً في ريادته للرواية التاريخية، كتب عن تجربته وترجم له عدد من الرواد والنقاد منهم حسن حجاب الحازمي في كتاب (رائد القصة في الجنوب.. قلق التجربة وهاجس التأثير)، وتوفي محمد بن زارع عقيل في جازان عام 1988م.

## مؤلفاته
- أول قصصه كانت بعنوان (قلب الأسد) ونشرت عام 1955م.
- قصة الفارس الملثم.
- قصة عائشة بنت المعلم.
- قصة الوفاء.
- قصة جهاد امرأة.
- أول رواياته أو قصصه الطويلة كانت بعنوان (ليلة في الظلام).
- رواية أمير الحب، أول رواياته التاريخية والأولى في تاريخ الأدب السعودي، نشرت عام 1965م، وفيها نشر مقالاته النقدية ودراساته التاريخية.
- رواية بين جيلين، هي روايته الأخيرة التي نشرت عام 1990م، وكانت رصداً للعادات والتقاليد في منطقة جازان.[7]